# Luleå domkyrkodistrikt
Luleå domkyrkodistrikt är ett distrikt i Luleå kommun och Norrbottens län. Distriktet omfattar bland annat de centrala delarna av tätorten Luleå och ett område kring tätorten Karlsvik i södra Norrbotten.

## Tidigare administrativ tillhörighet
Distriktet inrättades 2016 och utgörs av en del av det område som till 1971 utgjorde Luleå stad.
Området motsvarar den omfattning Luleå domkyrkoförsamling hade 1999/2000 och fick 1962 när Örnäsets församling bröts ut.

## Tätorter och småorter
I Luleå domkyrkodistrikt finns tre tätorter och en småort.

### Tätorter
- Gammelstaden (del av)
- Karlsvik
- Luleå (del av)

### Småorter
- Norra Gäddvik (del av)